# Luís Figo
Luís Filipe Madeira Caeiro Figo (Lisabon,4. studenog 1972.) je umirovljeni portugalski nogometaš. Igrao je kao veznjak za Sporting CP, Barcelonu, Real Madrid i Inter Milano, a karijera mu je trajala preko 20 godina. Oproštajnu utakmicu odigrao je 31. svibnja 2009. godine. Odigrao je 127 utakmica za Portugalsku izabranu vrstu, broj koji ga čini igračem s najviše nastupa za Portugal.
Figo je 2000. proglašen Europskim nogometašem godine, a godinu kasnije za najboljeg igrača svijeta po izboru FIFA. Ušao je i u društvo odabranih koji spadaju među 100 najboljih nogometaša ikad.
Figo je jedan od rijetkih igrača koji je igrao za rivale Barcelonu i Real Madrid, imao je uspješnu karijeru kroz koju je osvojio neke od najvećih klupskih nogometnih trofeja:
- 1 x portugalski kup ('95.),
- 1 x portugalski superkup ('95.),
- 4 x španjolsko prvenstvo (1997./.98., 1998./99., 2000./01., 2002./03.),
- 2 x španjolski kup (1997., 1998.),
- 3 x španjolski superkup  (1996., 2001., 2003.),
- 1 x UEFA Kup pobjednika kupova (1997.),
- 1 x UEFA Liga prvaka (2002.),
- 2 x UEFA Superkup (1997, 2002.),
- 1 x Interkontinentalni kup (2002.),
- 4 x talijansko prvenstvo (2005./06., 2006./07., 2007./08., 2008./09.)
- 1 x talijanski kup (2006.),
- 3 x talijanska superkup (2005., 2006., 2007.)

## Klupska karijera

### Sporting CP
Figo je svoju karijeru počeo u Sportingu, prvi nastup ostvario je 1991. U to vrijeme osvojio je Svjetsko prvenstvo U-21, i Europsko prvenstvo U-16 zajedno s Rui Costa i Joao Pinto i bio je značajan dio portugalske "zlatne generacije".

### Barcelona
1995., Figo se mogao pridružiti mnogim eurposkim klubovima, ali zbog dvoboja oko Juventusa i Parme oko Figa, on potpisuje ugovor s oba kluba, te biva kažnjen s dvije godine bez transfera u Italiju. Nadalje situacija se riješila i Figo je potpisao za Barcelonu u transferu vrijednom 2,25 milijuna funti. Postao je veliki prijatelj s bivšim igračem Barcelone i Španjolskim reprezentativcem Josep Guardiola.
Za Barcelonu je nastupio 172 puta i zabio 30 golova.

### Real Madrid
2000. Prelazi iz Barcelone u njima najvećeg rivala Real Madrid, u tranferu koji je bio najveći do tada. S dolaskom Figa u Real počinje era "Galacticosa".
S Realom je 2001. bio prvak Španjolske, 2002. prvak Europe, uz još jedan osvojeni španjolski superkup, UEFA Superkup i Interkontinentalni kup.

### Inter Milano
U Inter je stigao 2005., kao slobodan igrač, nakon što mu je istekao ugovor s Realom.
Oprostio se od nogometa 31. svibnja 2009., na utakmici s Atalantom, kada je Inter slavio naslov prvaka. Na inzistiranje Javiera Zanettija Figo je tu utakmicu bio kapetan. Nakon te utakmice je izjavio: "Ostavljam se nogometa, ali ne Intera". Danas obnaša funkciju sportskog direktora.

### Reprezentativna karijera
Figo je bio predvodnik Portugalske zlatne generacije, osvojio je Svjetsko prvenstvo mladih 1991, iste godine je i debitirao za A reprezentaciju Portugala. Igrao je na Euro 1996, Euro 2000, Euro 2004 i na World Cup 2002 i 2006. Bio se oprostio nakon Euro 2004, ali se vratio pomoći reprezentaciji u zadnje dvije utakmice kvalifikacija za World Cup 2006 koje su pobijedili.

## Privatni život
Oženio se sa švedskim modelom Helen Svedin. Imaju troje djece i očekuju četvrto.